# Râul Abrud
Râul Abrud este un afluent al râului Arieș, în care se vărsă în aval de Câmpeni. 